# Одружуватися легко
«Одружуватися легко» (англ. Easy to Wed) — американський фільм Едварда Баззела і Бастера Кітона 1946 року з Ван Джонсоном і Естер Вільямс в головній ролі.

## Сюжет
Одного разу у власника газети «Ранкова зірка» трапилася жахлива неприємність: у ранковій газеті вийшла скандальна стаття про Конні Олленбурі, дочки фінансового магната. Магнат, який відпочивав з дочкою в Мексиці, тут же подзвонив до видавництва і оголосив позов на два мільйони доларів і вимогу спростувати статтю.
Той, сподіваючись зберегти свою газету від краху, вимагає від редактора газети Воррена Гаггерті, який цього дня зібрався одружуватися на Гледіс Бентон, врятувати становище. І весілля доводиться відкласти заради улюбленої газети. Воррен придумує хитромудрий план, в якому головну роль повинен зіграти колишній репортер газети Білл Стівен, професійний залицяльник і «Відмінний Казанова». Білл повинен лише поїхати в Мехіко, закохати в себе дочку магната, а потім зробити так, щоб преса звинуватила дівчину в перелюбстві з одруженим чоловіком.
За хорошу плату в п'ятдесят тисяч доларів хлопець готовий на все, але для втілення цього плану необхідно одружити завзятого холостяка-журналіста і для цього Воррен вирішує пожертвувати своєю нареченою, яка після довгих вмовлянь погоджується вступити в угоду з совістю заради грошей і майбутнього весілля з редактором. Вона вступає у фіктивний шлюб, і вся трійця вирушає до південної Америки …

## У ролях
- Ван Джонсон — Вільгельм Стівен «Білл» Гандлер
- Естер Вільямс — Конні Аленбарі
- Люсіль Болл — Гледіс Бентон
- Кінен Вінн — Ворен Гагерті
- Сесіл Келлаувей — Дж. Б. Аленбарі
- Карлос Рамірез — Карлос Рамірез
- Бен Блу — Спайк Долан
- Джун Локгарт — Барбара Норвел